# Candidatura di Roma per ospitare i Giochi della XXXII Olimpiade
La candidatura di Roma per i Giochi della XXXII Olimpiade, detta anche Roma 2020, fu una proposta del CONI per l'assegnazione delle Olimpiadi estive del 2020 alla città di Roma. La candidatura per i Giochi del 2020 venne ritirata a causa della mancanza di sostegno da parte del Governo italiano.

## Cronologia della candidatura
Il Comitato Olimpico Nazionale Italiano (CONI) annunciò la selezione di Roma come città candidata per l'Italia il 19 maggio 2010. Roma era stata selezionata vincendo la concorrenza di Venezia, ritenuta non in grado di soddisfare i requisiti fissati dal CIO per ospitare i Giochi; tra l'altro il capoluogo veneto faceva troppo affidamento su sedi fuori città, tra cui Treviso e Padova. La proposta iniziale di Roma includeva 61 milioni di dollari quale budget di candidatura e un piano per utilizzare il 70% per cento delle sedi in impianti già esistenti.
Al presidente della Ferrari Luca Cordero di Montezemolo, che diresse il comitato organizzatore della Coppa del Mondo FIFA 1990, venne chiesto di guidare il comitato della candidatura, ma rifiutò l'offerta. La proposta venne fatta anche all'imprenditore Nerio Alessandri, ma anch'egli rifiutò. Al loro posto venne scelto il vicepresidente del CIO Mario Pescante. La sua nomina fu approvata dal Comitato Etico del CIO, che non riscontrò alcun conflitto di interessi.
In un'intervista del settembre 2011, il presidente del CIO Jacques Rogge difese la capacità di Roma e Madrid (altra candidata) di ospitare le Olimpiadi del 2020 nonostante la crisi del debito nella zona euro. Rogge sottolineò che entrambe le città avevano già molte sedi di gara esistenti e non sarebbe stato necessario costruire numerose nuove strutture. La candidatura di Roma venne sostenuta completamente dal Governo italiano, guidato da Silvio Berlusconi, il 22 febbraio 2011. Il presidente del comitato di candidatura, Pescante, dichiarò di sperare che la candidatura di Roma potesse servire come un «modello per un ritorno alla responsabilità fiscale e alla reale sostenibilità nel processo di candidatura olimpica».
Il 3 ottobre 2011, il comitato Roma 2020 annunciò di aver assunto la società di marketing Helios Partners come consulente per la candidatura. L'azienda aveva in passato assistito candidature di successo di diverse città olimpiche.
Nel novembre 2011 venne lanciato il progetto "GiovaniRoma2020" per promuovere la candidatura e l'educazione olimpica giovanile. Il mese successivo, Roma 2020 ricevette il sostegno del ministro dell'Ambiente Corrado Clini, che affermò che la candidatura doveva essere «ecosostenibile per aumentare le sue possibilità di successo». La candidatura venne sostenuta anche dalla Camera dei deputati.
Nel gennaio 2012, il comitato Roma 2020 stimò che il costo per l'organizzazione dei Giochi sarebbe stato di 9,8 miliardi di euro, ma che ospitare l'evento avrebbe portato ad una crescita di 17,7 miliardi di euro (pari ad un aumento dell'1,4% del PIL italiano), con la creazione di 29.000 nuovi posti di lavoro. Il costo pubblico sarebbe di 4,6 miliardi di euro e ospitare i Giochi avrebbe portato a 4,6 miliardi di euro di entrate fiscali. A gennaio 2012, c'era un forte sostegno della cittadinanza italiana alla candidatura, con il 74% degli intervistati che sostenevano la proposta (il 77% dei residenti di Roma). Di questi, il 70% era a favore perché credeva che ospitare le Olimpiadi avrebbe creato vantaggi economici e posti di lavoro.
Il 14 febbraio 2012, il nuovo presidente del Consiglio dei ministri Mario Monti decretò la fine della candidatura, citando costi incerti e benefici finanziari sconosciuti. L'annuncio arrivò un giorno prima della scadenza per la presentazione al CIO dei dossier di candidatura da parte delle città candidate.

## Sedi di gara
Le sedi di gara inserite nel dossier erano le seguenti:
- Roma
  - Stadio Olimpico (72.000 spettatori - esistente), cerimonia di apertura, cerimonia di chiusura, atletica leggera, calcio;
  - Centro ciclistico di Tor Vergata (da costruire)
    - Velodromo (5.000 spettatori), ciclismo su pista;
    - Pista BMX (5.000 spettatori), ciclismo BMX;

  - Circolo del Tennis del Foro Italico (5.000 spettatori - esistente), tuffi;
  - Circo Massimo (12.000 spettatori - temporaneo), beach volley;
  - Complesso di tiro con l'arco di Tor Vergata (4.000 spettatori - temporaneo), tiro con l'arco;
  - Complesso sportivo di Tor Vergata
    - Hall A (15.000 spettatori - da costruire), pallacanestro;
    - Hall B (10.000 spettatori - da costruire), pallamano;

  - Fiera di Roma (temporaneo)
    - Padiglione 1-2 (5.000 spettatori), sollevamento pesi;
    - Padiglione 3-4 (5.000 spettatori), tennistavolo;
    - Padiglione 5-6 (4.000 spettatori), scherma;
    - Padiglione 7 (5.000 spettatori), badminton e taekwondo;
    - Padiglione 12-13-14 (6.000 spettatori), judo e lotta;
    - Sala convegni A (12.000 spettatori), ginnastica artistica
    - Sala convegni B (5.000 spettatori), ginnastica ritmica;

  - Fori imperiali (1.000 spettatori - temporaneo), atletica leggera, ciclismo su strada;
  - Golf club dell'Olgiata (2.000 spettatori - esistente), golf;
  - Lido di Ostia (2.000 spettatori - temporaneo), nuoto in acque aperte;
  - Lunghezza (3.000 spettatori - da costruire), tiro;
  - Palazzo dello sport (11.500 spettatori - esistente), pugilato;
  - Parco Centrale del Lago (2.500 spettatori - temporaneo), triathlon;
  - Parco Fluviale del Tevere (da costruire)
    - Bacino A (10.000 spettatori), canoa;
    - Bacino B (12.000 spettatori), canottaggio;
    - Bacino C (8.000 spettatori), canoa slalom;

  - Piazza di Siena (12.000 spettatori - esistente), equitazione;
  - Stadio centrale del tennis (9.000 spettatori - esistente), pallanuoto;
  - Centro sportivo dell'Acqua Acetosa (esistente)
    - Stadio di scherma (3.000 spettatori), pentathlon moderno;
    - Poligono di tiro (10.000 spettatori), pentathlon moderno;
    - Piscina (12.000 spettatori), pentathlon moderno;

  - Stadio Flaminio (40.000 spettatori - esistente), rugby;
  - Stadio Nicola Pietrangeli (5.000 spettatori - esistente), nuoto sincronizzato;
  - Stadio Olimpico del nuoto (12.000 spettatori - esistente), nuoto;
  - Stadio Tre Fontane (10.000 spettatori - esistente), hockey su prato;
    - Tennis club della Fiera di Roma (da costruire)
    - Campo centrale (10.000 spettatori), tennis;
    - Campo 1 (5.000 spettatori), tennis;
    - Campo 2 (3.000 spettatori), tennis;
    - Campo 3 (5.000 spettatori), tennis;
    - Campo 4 (250 spettatori), tennis;
    - Campo 5 (250 spettatori), tennis;
    - Campo 6 (250 spettatori), tennis;
    - Campo 7 (250 spettatori), tennis;
    - Campo 8 (250 spettatori), tennis;
    - Campo 9 (250 spettatori), tennis;
    - Campo 10 (250 spettatori), tennis;

  - Villa Ada (2.000 spettatori - temporaneo), ciclismo mountain bike;
  - Volley Hall di Tor Vergata (15.000 spettatori - temporaneo), pallavolo;
- Formia
  - Porto di Formia (250 spettatori - esistente), vela;
- Bari
  - Stadio San Nicola (58.000 spettatori - esistente), calcio;
- Firenze
  - Stadio Artemio Franchi (46.000 spettatori - esistente), calcio;
- Milano
  - Stadio Giuseppe Meazza (80.000 spettatori - esistente), calcio;
- Napoli
  - Stadio San Paolo (60.000 spettatori - esistente), calcio;
- Torino
  - Stadio Olimpico (27.000 spettatori - esistente), calcio;
- Verona
  - Stadio Marcantonio Bentegodi (42.000 spettatori - esistente), calcio.